# 7326 Tedbunch
7326 Tedbunch eller 1981 UK22 är en asteroid i huvudbältet som upptäcktes den 24 oktober 1981 av den amerikanska astronomen Schelte J. Bus vid Siding Spring-observatoriet. Den är uppkallad efter Theodore E. Bunch.
Asteroiden har en diameter på ungefär 4 kilometer.